# Stanislav Komárek
Stanislav Komárek (* 6. srpna 1958 Jindřichův Hradec) je český biolog, filozof a spisovatel; autor svébytných esejů, básník a romanopisec, etolog, antropolog a historik biologie. Zabývá se zejména dějinami biologie, vztahem přírody a kultury, humánní etologií, biologickou estetikou, dílem Adolfa Portmanna a Carla Gustava Junga.

## Život
Stanislav Komárek pochází z Kardašovy Řečice. Navštěvoval Gymnázium v Jindřichově Hradci, kde maturoval roku 1977. Ve studiu pokračoval na Přírodovědecké fakultě Univerzity Karlovy v Praze, kde získal titul RNDr. Krátce byl aspirantem v Parazitologickém ústavu Československé akademie věd.
Roku 1983 emigroval do Rakouska, kde působil v Přírodovědeckém muzeu ve Vídni, na ministerstvu zemědělství a v zoologickém ústavu Vídeňské univerzity. Během pobytu ve Vídni také spolupracoval s tzv. Altenberským okruhem pro filozofii a dějiny přírodních věd. Zároveň se věnoval intenzivnímu studiu německé autonomistické školy v biologii a podobně orientovaných proudů v etologii a antropologii (zejména studiu děl Adolfa Portmanna, Konrada Lorenze, Jakoba Uexkülla a dalších). V rámci tohoto studia navázal spolupráci s oddělením teoretické biologie Zoologického ústavu Vídeňské univerzity a Ústavem Konrada Lorenze v Altenbergu.
V letech 1990–2024 působil na katedře filosofie a dějin přírodních věd Přírodovědecké fakulty Univerzity Karlovy v Praze. V říjnu 1990 zde začal přednášet o vzájemných vztazích přírodních a kulturních fenoménů a biologické estetice Adolfa Portmanna. V následujícím roce byly zahájeny i přednášky o dějinách biologie, o dějinách objevných cest, domestikaci jakožto biologickém fenoménu a mimetických jevech v živé přírodě. Fenomén mimikry a mimetismu dále rozpracovával i v pozdějších letech a stal se stěžejním objektem jeho zájmu. V roce 1993 absolvoval půlroční stáž v Nizozemsku na univerzitě v Leidenu, která byla spojena se studiem tamních obsáhlých knižních fondů, prací na bibliografii mimetických jevů a zároveň přednáškovou činností. V letech 1996–2002 působil jako vedoucí Katedry filosofie a dějin přírodních věd Přírodovědecké fakulty Univerzity Karlovy. Externě učil též na Ústavu filosofie a religionistiky Filozofické fakulty Univerzity Karlovy. V letech 2003–2011 působil na Katedře obecné antropologie Fakulty humanitních studií Univerzity Karlovy. Roku 1994 se habilitoval v oboru entomologie. Titul Dr. získal roku 1997 na Pedagogické fakultě stejné univerzity v oboru filosofie výchovy. Roku 2001 byl jmenován profesorem filosofie a dějin přírodních věd na Přírodovědecké fakultě univerzity Karlovy.
Stanislav Komárek také přispívá četnými esejemi do periodik (např. časopis Tvar, Vesmír, Prostor, Analogon, Přítomnost a další). Jeho romány s esejistickými pasážemi bývají hodnoceny literární kritikou velmi protikladně. Pro svou prózu bývá některými kritiky přirovnáván k Janu Křesadlovi. V roce 2006 získal za své eseje cenu Toma Stopparda.
Jeho kniha Ochlupení bližní: zvířata v kulturních kontextech byla na portálu Českého literárního centra zařazena do přehledu Vrcholy české non-fiction 2007–2017.
V roce 2019 po něm byla pojmenována planetka č. 464743 „Stanislavkomárek“.

## Dílo

### Naučné knihy
- Dějiny biologického myšlení - Praha, Vesmír, edice Medúza, 1997 (V roce 2008 kniha znovu vyšla u nakladatelství Academia ve svazku Obraz člověka a přírody v zrcadle biologie).
- Mimicry, aposematism and related phenomena in animals and plants (Bibliography 1800 - 1990) - Praha, Vesmír, 1998.
- Obraz člověka v dílech některých význačných biologů 19. a 20. století - edice Panoráma biologické a sociokulturní antropologie 20, Brno, Nadace Universitas Masarykiana, 2003 (1. vydání: Praha, Vesmír, 1998, pod názvem Lidská přirozenost. V roce 2008 kniha znovu vyšla u nakladatelství Academia ve svazku Obraz člověka a přírody v zrcadle biologie).
- Mimicry, aposematism and related phenomena; mimetism in nature and the history of its study - München, LINCOM, 2003.
- Mimikry, aposematismus a příbuzné jevy – mimetismus - v přírodě a vývoj jeho poznání - Praha, Dokořán, 2004 (1. vydání: Praha, Vesmír, 2000)
- Spasení těla : Moc, nemoc a psychosomatika - Praha, Mladá fronta, edice Kolumbus, 2005.
- Ptáci v Čechách 1360-1890 aneb tajemství rytíře von Sacher-Masocha - Praha, Academia, 2007.
- Příroda a kultura, svět jevů a svět interpretací - Praha, Academia, 2008 (1. vydání: Praha, Vesmír, 2000).
- Obraz člověka a přírody v zrcadle biologie - Praha, Academia, 2008.
- Nature and Culture: The World of Phenomena and the World of Interpretation - Mnichov, LINCOM, 2009.
- Ochlupení bližní. Zvířata v kulturních kontextech - Praha, Academia, 2011.
- Muž jako evoluční inovace? - Praha, Academia, 2012.
- Evropa na rozcestí - Praha, Academia, 2015.
- Tělo, duše a jejich spasení - Praha, Academia, 2015.
- Mimikry a příbuzné jevy - Praha, Academia, 2016.
- Stručné dějiny biologie - Praha, Academia, 2017.
- Darwin, Wilson, Portmann, Lorenz - obraz člověka v dílech biologů - Praha, Academia, 2021.

### Eseje
- Sto esejů o přírodě a společnosti - Doudlebia a jiné fenomény - Praha, Vesmír, 1995
- Pitevní praktikum pro pokročilé - Brno, Petrov, 2000
- Mír s mloky - Brno, Petrov, 2003.
- Leprosárium - Brno, Petrov, 2005.
- Hlavou dolů - Praha, Dokořán, 2006 (1. vydání: Praha, Vesmír, 1999.)
- Sloupoví aneb Postila - Praha, Dokořán, 2008.
- Zápisky z Okcidentu - Praha, Dokořán, 2008.
- Zápisky z Orientu - Praha, Dokořán, 2008.
- Listy v lahvích - Praha, Dokořán, 2010.
- Eseje o lidských duších a společnosti - Praha, Argo, 2010.
- Eseje o lidských duších a společnosti - Praha, Argo, 2011.
- Eseje o přírodě, biologii a jiných nepravostech - Praha, Academia, 2011.
- Západ v mlze - Praha, Academia, 2013.
- Živočichopis doby aneb Komárkova abeceda - Praha, Academia, 2015.
- Země spatřené - Praha, Academia, 2016.
- Cestovní eseje z let 1991-2008 - Praha, Academia, 2018.
- Zápisky z pozdní doby - Praha, Academia, 2020.
- Jungovské eseje z devadesátých let - Praha, Academia, 2022.

### Beletrie
- Opšlstisova nadace - Brno, Petrov, 2002; Praha, Academia, 2017; německy jako Kaplans Traum - Berlin, Rowohlt, 2005, přel. Sophia Marzolff
- Černý domeček - Brno, Petrov, 2004; Praha, Academia, 2019
- Mandaríni - Brno, Host, 2007; Praha, Academia, 2018
- Jezovita Balbinus - Praha, Academia 2023

### Poezie
- Kartografie - Vídeň, Alfa, 1986
- Kaligrafie - Praha, Gryf, 1994
- Holografie - Praha, Gryf, 1998
- Mé polopouště (kompletní básnické dílo obsahující tři výše uvedená díla) - edice chmýření, sv. 5. Praha, Lubor Kasal, 2006.

### Memoáry
- Města a městečka - Praha, Academia, 2019.
- Stíny v našich duších: Kronika virového šílení - Praha, Academia, 2024